# السبع الموبقات
السبع الموبقات أو الكبائر السبع هو حديث نبوي يشير إلى سبعة أمور يحرم بشدة عملها، ولها عقاب كبير إن ارتكبتها.ورد ذلك في حديث للنبي محمد ﷺ، ونص الحديث:
روي عن أبي هريرة في صحيح البخاري: 
| السبع الموبقات | أن رسول الله - صلى الله عليه وسلم - قال: «اجتنبوا السبع الموبقات»، قالوا: يا رسول الله، وما هن؟ قال: «الشرك بالله، والسحر، وقتل النفس التي حرم الله إلا بالحق، وأكل الربا، وأكل مال اليتيم، والتولي يوم الزحف، وقذف المحصنات المؤمنات الغافلات»، حديث صحيح | السبع الموبقات |

## معنى الموبقات

### لغويًا
- وبِق الشّخصُ أو الحيوانُ :هَلَكَ
- وبِقتِ الإبلُ في الطِّين: وَحِلَت فيه
- وَبِقَ الرَّجُلُ فِي دِينِهِ: نَشِبَ وَوَقَعَ فِيهِ.

### اصطلاحًا
- المُوبِقَاتُ: الكبائِرُ من المعاصي: لأَنهنَّ مُهْلِكات.
- قال ابن حجر:"الموبقات: أَيِ الْمُهْلِكَاتِ، قَالَ الْمُهَلَّبُ: سُمِّيَتْ بِذَلِكَ لِأَنَّهَا سَبَبٌ لِإِهْلَاكِ مُرْتَكِبِهَا."[3]

### في القرآن
- ﴿وَيَوْمَ يَقُولُ نَادُوا شُرَكَائِيَ الَّذِينَ زَعَمْتُمْ فَدَعَوْهُمْ فَلَمْ يَسْتَجِيبُوا لَهُمْ وَجَعَلْنَا بَيْنَهُمْ مَوْبِقًا ۝٥٢﴾ [الكهف:52]
- ﴿أَوْ يُوبِقْهُنَّ بِمَا كَسَبُوا وَيَعْفُ عَنْ كَثِيرٍ ۝٣٤﴾ [الشورى:34]

## السبع الموبقات
1. الشرك بالله
2. سحر
3. قتل النفس التي حرم الله إلا بالحق.
4. أكل الربا
5. أكل مال اليتيم
6. التولي يوم الزحف
7. قذف المحصنات الغافلات المؤمنات.

وليس الغرض حصر الموبقات في هذه السبع «الشرك بالله، والسحر، وقتل النفس التي حرم الله إلا بالحق، وأكل الربا، وأكل مال اليتيم، والتولي يوم الزحف، وقذف المحصنات المؤمنات الغافلات»، بل الغرض التنبيه بها إلى أمثالها. فالتصريح بعدد معين بالنسبة للموبقات والكبائر، لا ينافي أن يكون هناك أكثر منها في غير هذا الحديث.

## الأحاديث الواردة في السبع الموبقات
- عن أبي هريرة، عن النبي -صلى الله عليه وسلم- قال: «اجتنبوا السبع الموبقات»، قالوا: يا رسول الله وما هن؟ قال: «الشرك بالله، والسحر، وقتل النفس التي حرم الله إلا بالحق، وأكل الربا، وأكل مال اليتيم، والتولي يوم الزحف، وقذف المحصنات المؤمنات الغافلات».[7]
- عن أبي هريرة، أن رسول الله -صلى الله عليه وسلم- قال: «اجتنبوا الموبقات: الشرك بالله، والسحر».[8]
- عن أنس، قال: «إنكم لتعملون أعمالاً، هي أدق في أعينكم من الشعر، كنا لنعدها على عهد النبي -صلى الله عليه وسلم- من الموبقات» قال أبو عبد الله: «يعني بذلك المهلكات».[9]
- عن عبد الله بن مسعود، أن رسول الله صلى الله عليه وسلم قال: «إن إبليس يئس أن تعبد الأصنام بأرض العرب، ولكنه سيرضى بدون ذلك منكم بالمحقرات من أعمالكم، وهي الموبقات، فاتقوا المظالم ما استطعتم».[10]

## شرح الحديث الجامع للسبع الموبقات
(اجتنبوا السبع) أي احذروا فعلها، (الموبقات) أي المهلكات، أجمل بها ثم فصلها ليكون أوقع في النفس. قال ابن عمر: الكبائر سبع. وقال ابن عباس: هي أقرب إلى السبعين. والذي أمر بالاجتناب هو النبي –صلى الله عليه وسلم-، واللفظ هنا يدل على الابتعاد عن السبع الموبقات المذكورات في الحديث، والأمر بالاجتناب أبلغ من الأمر بالترك على ما حرَّره العلماء في حديثهم عن تفسير الآية التي ورد فيها اجتناب شرب الخمر والميسر والأزلام. وسميت (الموبقات) بذلك، لأنها سبب لإهلاك مرتكبها. ولهذا شدَّد الإسلام في عقوبة من ارتكب شيئاً من هذه الموبقات، نظراً لما تسببه من فساد مادي ومعنوي للمجتمعات المسلمة. ونظراً لأنها تصطدم بمقاصد الشريعة الإسلامية الأساسية، والتي اتفقت على صيانتها الأديان وأصحاب العقول السليمة. فقد اتفقت دعوة الأنبياء على صيانة الدين والنفس والعقل والمال والعرض والنسب والمحافظة عليها، وارتكاب هذه الموبقات يتنافى مع صيانة هذه الكليات، كما أنه يتنافى مع تكريم الله –تعالى- للإنسان وتشريفه أن يعبد غير الله تعالى. وأما بيان وشرح السبع الموبقات، فهي كما يلي:
أولها: (الشرك بالله)، وهو جعل شريك لله –سبحانه- في ربوبيته وألوهيته، والغالب الإشراك في الألوهية بأن يدعو مع الله غيره أو يصرف له شيئاً من أنواع العبادة كالذبح لغير الله أو النذر أو الخوف أو الدعاء.
وثانيها: (السحر)، وهو مزاولة النفس الخبيثة لأقوال وأفعال يترتب عليها أمور خارقة للعادة، تصدر عن نفس شريرة، والذي عليه الجمهور أن له حقيقة تؤثر بحيث تغير المزاج. فعمل السحر حرام وهو من الكبائر بالإجماع، وقد عدَّه رسول الله -صلى الله عليه وسلم- من السبع الموبقات.
وثالثها: (قتل النفس التي حرم الله، إلا بالحق)، قتلها عمداً أو شبه عمد إلا بالحق، أي بفعل موجب للقتل شرعاً. وحق الحياة حق كبير، لا يحلَّ لأحد أن ينتهك حرمته أو أن يستبيح حماه، بل لقد جعل الإسلام قتل النفس كبيرة، تأتي بعد كبيرة الشرك بالله، كما قال الله –عز وجل- في وصف عباد الرحمن، وليس لأحد البتة أن يسلب هذه الحياة إلا خالقها، أو بأمر منه في نطاق الحدود التي شرعها لخلقه.
ورابعها: (أكل الربا)، أي تناوله بأي وجه كان، وخص الأكل لأنه المقصد الأعظم من المال، والأغلب في الانتفاع.
وخامسها: (أكل مال اليتيم)، يعني التعدي في مال اليتيم كيف ما كان هذا التعدي والتصرف فيه، إلا بالمعروف، لأن أكل مال اليتيم أحد السبع الموبقات –المهلكات-، فالواجب على من ابتلي بيتيم أن يقف على الحد الذي أباحه له الشارع في الأكل من ماله ومخالطته؛ لأن الزيادة عليه ظلم يصلى به فاعله سعيرا ويكون من الموبقين. والتعبير فيه بالأكل، والمراد به سائر وجوه الاستعمال؛ لأنه أغلبها المقصود منها.
وسادسها: (التولي يوم الزحف)، وهو الإعراض والانصراف والإدبار والفرار من أرض المعركة.
وسابعها: (قذف المحصنات المؤمنات الغافلات)، الرمي بالزنا، أي الحافظات فروجهن، المؤمنات بالله، الغافلات عن الفواحش وما قذفن به. قال ابن باز:"وهكذا المحصن من الرجال، لكن لما كان الغالب قذف النساء جاء في الحديث النساء، وإلا فهكذا، لو قذف المحصن من الرجال قال: إنه يزني؛ فعليه أن يأتي بأربعة شهداء، وإلا يجلد ثمانين جلدة." كما انعقد الإجماع على أن حكم قذف المحصن من الرجال حكم قذف المحصنة من النساء. وهذا لأجل صيانة الأعراض من التهجُّم عليها، وحماية لأصحابها من الآلام الفظيعة التي تقع عليهم، عدَّتها السنة النبوية من الموبقات كما ورد في الحديث، وشدَّد القرآن الكريم في عقوبة القذف، فجعلها قريبة من عقوبة الزنا.
| م  | السبع الموبقات                    | الشرح | المصدر |
| 1. | الشرك بالله                       | هو جعل شريك لله –سبحانه- في ربوبيته وألوهيته                                                                    | [ 15 ] |
| 2. | السحر                             | وهو مزاولة النفس الخبيثة لأقوال وأفعال يترتب عليها أمور خارقة للعادة، تصدر عن نفس شريرة                         | [ 16 ] |
| 3. | قتل النفس التي حرم الله إلا بالحق | قتلها عمداً أو شبه عمد إلا بالحق، أي بفعل موجب للقتل شرعا                                                        | [ 18 ] |
| 4. | وأكل الربا                        | تناوله بأي وجه كان، وخص الأكل لأنه المقصد الأعظم من المال، والأغلب في الانتفاع                                  | [ 20 ] |
| 5. | أكل مال اليتيم                    | التعدي في مال اليتيم كيف ما كان هذا التعدي والتصرف فيه، إلا بالمعروف                                            | [ 21 ] |
| 6. | التولي يوم الزحف                  | الإعراض والانصراف والإدبار والفرار من أرض المعركة                                                               | [ 23 ] |
| 7. | قذف المحصنات المؤمنات الغافلات    | الرمي بالزنا أو اللواط، أو الاتهام بالفاحشة أي الحافظات فروجهن، المؤمنات بالله، الغافلات عن الفواحش وما قذفن به | [ 26 ] |

## التوبة من الموبقات
- قد فتح الله عز وجل باب التوبة لكل مسرف، فقال تعالى: ﴿قُلْ يَا عِبَادِيَ الَّذِينَ أَسْرَفُوا عَلَى أَنْفُسِهِمْ لَا تَقْنَطُوا مِنْ رَحْمَةِ اللَّهِ إِنَّ اللَّهَ يَغْفِرُ الذُّنُوبَ جَمِيعًا إِنَّهُ هُوَ الْغَفُورُ الرَّحِيمُ ۝٥٣﴾ [الزمر:53]
- على من ارتكب هذه الكبائر أو غيرها أن يبادر بالتوبة النصوح؛ بالندم على ما فعل، والعزم الصادق على ألَّا يرجع إلى المعصية، وليُكثر من الاستغفار وعمل الخير أملًا في رحمة الله ومغفرته ورضوانه؛ فقد ورد أن هذه الأمور تكفِّر الذنوب وتمحو الخطايا؛ قال تعالى: ﴿إِلَّا مَنْ تَابَ وَآمَنَ وَعَمِلَ عَمَلًا صَالِحًا فَأُولَئِكَ يُبَدِّلُ اللَّهُ سَيِّئَاتِهِمْ حَسَنَاتٍ وَكَانَ اللَّهُ غَفُورًا رَحِيمًا ۝٧٠﴾ [الفرقان:70]، وشروط التوبة النصوح التي يكفر الله بها الخطايا ثلاثة:
- الأول: الندم على ما وقع منه من السيئات والمعاصي.
- والثاني: تركها والإقلاع منها؛ خوفًا من الله سبحانه وتعظيمًا له.
- والثالث: العزم الصادق ألا يعود فيها.
- وهناك شرط رابع لصحة التوبة، إذا كان الذنب يتعلق بالمخلوق؛ كالقتل والضرب وأخذ المال، ونحو ذلك: وهو إعطاؤه حقه، أو استحلاله من ذلك.[27]

## وصلات خارجية
- ما هي السبع الموبقات؟ - موقع https://binbaz.org.sa/ الموقع الرسمي للشيخ ابن باز